# Pontiac Sunfire
Pontiac Sunfire — компактный автомобиль, выпускавшийся с 1994 по 2005 год подразделением Pontiac компании General Motors. Пришёл на смену семейству Pontiac Sunbird.

## Описание
Впервые Pontiac Sunfire был представлен в 1994 году. В 1995 году начались продажи автомобилей. Дизайн был позаимствован у Chevrolet Cavalier.
Pontiac Sunfire выпускался на платформе J-body. За 11 лет производства автомобиль претерпел два фейслифтинга: в 2000 и 2003 годах. В США купе было единственной моделью, продававшейся с 2003 по 2005 год. Седан продолжал выпускаться в Канаде и Мексике до 22 июня 2005 года.
Комплектации — SE, GT и SL.

## Двигатели
- 1995 — 2.3 L Quad 4 (RPO: LD2) I4, 150 л. с. (116 кВт) и 203 Н⋅м
- 1995—1997 — 2.2 L 2200 (RPO: LN2) I4, 120 л. с. (89 кВт) и 176 Н⋅м
- 1998—2002 — 2.2 L 2200 (RPO: LN2) I4, 115 л. с. (86 кВт) и 183 Н⋅м
- 1996—2002 — 2.4 L Twin Cam (RPO: LD9) I4, 150 л. с. (112 кВт) и 210 Н⋅м
- 2002—2005 — 2.2 L Ecotec (RPO: L61) I4, 140 л. с. (104 кВт) и 203 Н⋅м

- 1997 Pontiac Sunfire Twin Cam
- 2003 Pontiac Sunfire Ecotec

## Галерея
- 1995—1999 Pontiac Sunfire (седан)
- 1995—1999 Pontiac Sunfire SE
- 1995—1999 Pontiac Sunfire (кабриолет)
- 2001 Pontiac Sunfire GT (купе)
- 2000—2002 Pontiac Sunfire (седан)
- 2000—2002 Pontiac Sunfire (купе)
- 2003—2005 Pontiac Sunfire SL
- 2003—2005 Pontiac Sunfire (купе)